# Hartwig von Ludwiger
Gottlob Hartwig Lebrecht Alfred Michael von Ludwiger (* 29. Juni 1895 in Beuthen O.S.; † 5. Mai 1947 in Belgrad) war ein deutscher Generalleutnant im Zweiten Weltkrieg und Kriegsverbrecher.

## Leben
Hartwig von Ludwiger war ein Sohn vom Generalagenten Gottlob Bruno Ladislaus von Ludwiger (1853–1915) und seiner Frau Adele Cäcilie, geborene Kroner (* 1861).
Hartwig von Ludwiger trat kurz nach Ausbruch des Ersten Weltkriegs zum 19. August 1914 als Fahnenjunker in die Preußische Armee ein, kämpfte an der Westfront und wurde Ende Juli 1915 beim Grenadier-Regiment „König Friedrich III.“ (2. Schlesisches) Nr. 11 zum Leutnant befördert. Für sein Wirken erhielt er beide Klassen des Eisernen Kreuzes, das Ritterkreuz des Königlichen Hausordens von Hohenzollern mit Schwertern sowie das Verwundetenabzeichen in Silber.
Nach Ende des Krieges wurde er in die Reichswehr übernommen und wirkte in verschiedenen Einheiten. Ab April 1936 war er Bataillonskommandeur von III./Infanterie-Regiment 28 und wurde im Oktober 1938 Oberstleutnant. Bis zur Übernahme seines nächsten Kommandos blieb er Kommandeur von III./Infanterie-Regiment 28. Vom 1. März 1940 bis zur Umbenennung am 30. Juni 1942 war er erst Kommandeur des 83. Infanterie-Regiments erst bei der 28. Infanterie-Division, dann bei der nach schweren Verlusten bei der Schlacht um Moskau daraus hervorgegangenen 28. leichten Infanterie-Division. In dieser Eigenschaft wurde ihm am 15. Juli 1941 das Ritterkreuz des Eisernen Kreuzes verliehen. Bis Anfang Januar 1943 führte er auch das aus dem Infanterie-Regiment 83 hervorgegangene Jäger-Regiment 83, nun bei der 28. Jäger-Division. Das Regiment nahm an der Invasion Frankreichs teil, stand ab 1941 an der Ostfront, von Ludwiger wurde im September 1941 zum Oberst und für seinen Einsatz Ende Dezember 1942 persönlich durch Hitler mit dem Eichenlaub zum Ritterkreuz des Eisernen Kreuzes (163. Verleihung) ausgezeichnet.
Ab Ende Februar 1943 war er Kommandeur der in Jugoslawien stehenden 704. Infanterie-Division und blieb dies auch nach der Umbenennung in 104. Jäger-Division im April 1943. Von Ludwiger hatte als Kommandeur der 704. Infanterie-Division die Aufgabe erhalten, diese in eine Jäger-Division umzustrukturieren. Hierfür wurden ältere Truppenteile gegen jüngere Jahrgänge ausgetauscht und die Divisionsstärke auf über 6.700 Mann (über 6.000 Mannschaft, über 600 Unteroffiziere und über 140 Offiziere) ausgebaut und erhielt auch neue Bewaffnung. Im Rahmen des Aufbaus ließ er die Rekruten einen Führerbefehl verinnerlichen, wonach „jeder vorgesetzte Offizier wie Unteroffizier die Durchführung seiner Befehle und die Aufrechterhaltung von Disziplin und Ordnung nötigenfalls mit Waffengewalt erzwingen und Ungehorsame auf der Stelle zu erschießen hat“. Die Division war in Pozarevac stationiert und von Ludwiger im Mai 1943 zum Generalmajor befördert.
U. a. das der Division unterstellte Jäger-Regiment 724 wurde später für Aktionen gegen Partisanen eingesetzt. Bereits im Mai wurde die Division für einen Partisaneneinsatz aufgeteilt. Ende Mai/Anfang Juni 1943 wurde er daher Kommandeur einer nach ihm benannten Kampfgruppe im Raum Priboj. Diese Kampfgruppe bestand aus einem bulgarischen Regiment und dem Jäger-Regiment 724. Der neue Einsatzraum war in Montenegro und sollte dort Bewaffnete Četniks und Kommunisten bekämpfen. Bei diesem Einsatz kam es zu wenig Kampfgeschehen, sodass die Kampfgruppe schnell wieder aufgelöst wurde. Bereits ab April 1943 war die 104. Jäger-Divisionen unter dem Kommando von Ludwiger an sogenannten Sühnemaßnahmen beteiligt gewesen und bis Juni 1943 waren knapp 500 serbische Geiseln erschossen worden. Am 25. April 1943 hatte von Ludwiger bei General Paul Bader den Antrag auf eine Sühnemaßnahme aufgrund der Erschießung dreier deutscher Soldaten eingereicht. Der Antrag wurde stattgegeben und der Ort Binovac niedergebrannt. Alle Männer bis 60 Jahre wurden zur Zwangsarbeit verschleppt. Zusätzlich wurden 150 eigentlich in Belgrad inhaftierte Kommunisten nach Binovac gebracht und dort erschossen. In der Folge wurden weitere Sühnemaßnahmen durch Bader bewilligt und durch die von Ludwiger kommandierten Einheiten ausgeführt.
Nach der Auflösung der Kampfgruppe übernahm er wieder (bis Ende April 1945) die 104. Jäger-Division, die u. a. auch in der Schlacht an der Sutjeska eingesetzt war. Im Januar 1944 wurde er zum Generalleutnant befördert. Ab Juli 1943 war von Ludwiger mit der Division als Besatzungstruppe in Griechenland stationiert. Als Anfang September 1943 Italien kapitulierte, entwaffnete von Ludwiger den VIII. italienischen Armee-Korps und die Infanterie-Division Casale. Teile der 104. Jäger-Division – das Jäger-Regiment 724 – waren Ende September 1943 am Massaker auf Kefalonia beteiligt, bei dem 5200 Soldaten der italienischen Division „Acqui“ starben. Vor dem Abzug aus Griechenland zerstörten Kampfgruppen der 104. Jäger-Division im Zuge des Unternehmens „Kreuzotter“ (August 1943) ganze Landstriche, u. a. auch die Partisanenstadt Karpenisi in den Bergen. Im Abschlussbericht meldete von Ludwiger pflichtgemäß „die nachhaltige Zerstörung aller Ortschaften in den durchschrittenen Räumen“. Es folgte ab November 1944 die Belgrader Operation und der Rückzug der Division über Serbien nach Kroatien. Im März 1945 war die Division an der Plattenseeoffensive beteiligt.
Zeitgleich zum Divisionskommando war von Ludwiger kurzzeitig im Januar/Februar 1944 und von März bis Mai 1944 Vertreter vom General der Gebirgstruppen Hubert Lanz, welchen er von der Verleihung des Eichenlauf zum Ritterkreuz 1942 her kannte, als Kommandierender General des XXI. Gebirgs-Armeekorps, worunter die 104. Jäger-Division unterstellt war. Ende April 1945 übernahm er bis Kriegsende als Kommandierender General das XXI. Gebirgs-Armeekorps. In dieser Position geriet er mit Kriegsende in sowjetische Kriegsgefangenschaft.
Hartwig von Ludwiger wurde nach Kriegsende an Jugoslawien ausgeliefert. Zum Jahresende 1946 wurde er gemeinsam mit dem SS-Brigadeführer und Generalmajor der Waffen-SS August Schmidhuber, Generaloberst Alexander Löhr und Generalleutnant Johann Fortner aus dem Lager gebracht und Mitte Februar 1947 wurde der Prozess gegen sie und weitere Angehörige des ehemaligen Naziregimes vor dem höchsten Militärgericht in Belgrad wegen der in Jugoslawien begangenen Kriegsverbrechen begonnen. Von Ludwiger wurde zum Tode verurteilt und in Belgrad gemeinsam mit dem SS-Brigadeführer und Generalmajor der Waffen-SS Carl von Oberkamp (Tod durch den Strang), SS-Hauptsturmführer Fritz Kiefer (Tod durch den Strang), SS-Oberscharführer Willy Friedrich Schmidt (Tod durch den Strang), SS-Unterscharführer Paul von Wolff (Tod durch Erschießen) und Generalmajor Hans Gravenstein (Tod durch Erschießen) hingerichtet. Hartwig von Ludwiger wurde genauso wie von Wolff und Gravenstein erschossen.
Zwei seiner Söhne starben an der Ostfront.